# Kasaï-Occidental

Kasaï-Occidental (deutsch Westkasai) war eine Provinz der Demokratischen Republik Kongo mit der Hauptstadt Kananga.

## Geografie
Die Provinz lag im Süden des Landes und grenzte im Norden an die Provinz Équateur, im Osten an die Provinz Kasaï-Oriental, im Südosten an die Provinz Katanga, im Südwesten an Angola und im Westen an die Provinz Bandundu.

## Geschichte
Die Provinz entstand 1966 durch die Zusammenlegung der Provinzen Lulabourg, Unité-Kasaienne und Teilen der Provinz Sankuru.

## Aufteilung
Mit der Verabschiedung einer neuen Verfassung im Mai 2005 sollte der Kongo neu gegliedert werden. Nachdem der Termin der Verwaltungsänderung zuvor mehrmals verschoben wurde, machte Präsident Joseph Kabila diese im Januar 2011 komplett rückgängig. Allerdings wurde die Verwaltungsänderung 2015 doch umgesetzt und die Provinz Kasaï-Occidental dabei in zwei neue Provinzen aufgeteilt:
- Kasaï mit der Hauptstadt Luebo
- Kasaï-Central mit der Hauptstadt Kananga